# Bouzyges
Bouzyges, en grec ancien Βουζύγης (« celui qui attelle les bœufs ») est le nom de celui qui, pour les Athéniens, fut le premier à utiliser des bœufs pour labourer les champs et aussi l’inventeur de la charrue. Sa charrue aurait été conservée comme relique sur l’Acropole d’Athènes. Il aurait également été le premier à interdire la mise à mort des bœufs ou des taureaux en raison de leur rôle dans l'agriculture.

## Histoire
Il est l’ancêtre de la famille aristocratique et sacerdotale des Bouzygai (Βουζύγαι) dont Xanthippe et son fils Périclès faisaient partie. Des Bouzyges étaient issus les prêtres de Zeus Τελειος / Teleios, prêtres appelés bouzyges. Nous savons peu de choses de la fonction de ces prêtres, il semble qu’ils commandaient le début des semailles et qu’ils prononçaient certaines malédictions rituelles contre les auteurs de certains forfaits. 
Selon Plutarque, l’un des trois labourages sacrés (άροτοι) athéniens se déroulait en son honneur au pied de l’Acropole d'Athènes ; les deux autres se déroulaient dans le bourg de Sciron sur la route d’Éleusis et dans la plaine de Rharos (nom du père de Triptolème). Ce rite commémorait le labour initial de Triptolème qui, le premier, avait ensemencé d'orge la plaine Rharienne. Le mariage était indiqué par Plutarque comme le quatrième labour sacré, ce qui met en lumière le lien entre Bouzyges, le premier laboureur, et les Bouzyges, prêtres de Zeus Teleios. Il est mentionné par Lasos d’Hermione, poète lyrique grec du VIe siècle av. J.-C. qui avait travaillé pour les Pisistratides à Athènes.

### Sources
- Pausanias, Description de la Grèce [détail des éditions] [lire en ligne]  (I, 38, 6)
- Plutarque, Œuvres morales [détail des éditions] [lire en ligne] (II-12 : Coniugalia praecepta 144 a / 42)
- Varron, De re rustica (II,5,4)
- Pline l'Ancien, L'Histoire naturelle (VII,57)
- (de) Realencyclopädie der classischen Altertumswissenschaft, articles Bouzyges, Bouzygai